# Sucháň
Sucháň (hongrois : Szuhány) est un village de Slovaquie situé dans la région de Banská Bystrica.

## Histoire
La première mention écrite du village date de 1349.

## Démographie

### Évolution de la population
| Année:               | 1994. | 2004.   | 2014.   | 2024.   |
| -------------------- | ----- | ------- | ------- | ------- |
| Nombre de personnes: | 303   | 295     | 276     | 259     |
| Différence:          |       | -2,64 % | -6,44 % | -6,15 % |

| Année:               | 2023. | 2024.   |
| -------------------- | ----- | ------- |
| Nombre de personnes: | 265   | 259     |
| Différence:          |       | -2,26 % |